# جولین باربر
 جولین باربر (انگلیسی: Julian Barbour؛ زاده ۱۹۳۷) یک دانشمند اهل بریتانیا است.